# Dikke Tinne

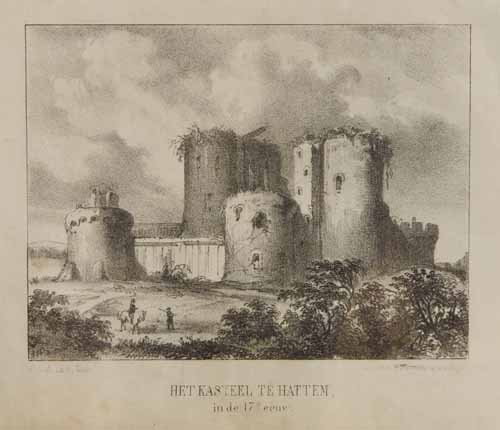
Het kasteel te Hattem, in de 17e eeuw een ruïne.

De Dikke Tinne, ook wel bekend onder de naam St. Lucia, was een kasteel in de Gelderse stad Hattem.

## Geschiedenis
Reeds in 1361 was er al sprake van een versterkt huis van de hertog van Gelre in Hattem. Hertog Reinoud IV van Gelre liet hier vanaf 1403 een nieuw imposant kasteel optrekken: een hoofdgebouw van 30 bij 10 meter met twee zware hoektorens, elk 21 meter in doorsnee en met muren van zeven meter dik, de dikste kasteelmuren van Nederland. Op de andere twee hoeken verschenen eveneens torens, maar die waren 10 meter in doorsnee. Rondom deze hoofdburcht lag een gracht. Om het geheel heen werd een vijfhoekige voorburcht aangelegd: de twee stadse zijden waren voorzien van bijgebouwen en de Slotpoort, de drie buitenzijden waren onderdeel van de stadsmuur, met torens en een klein poortje, de Vliegensteinpoort.  

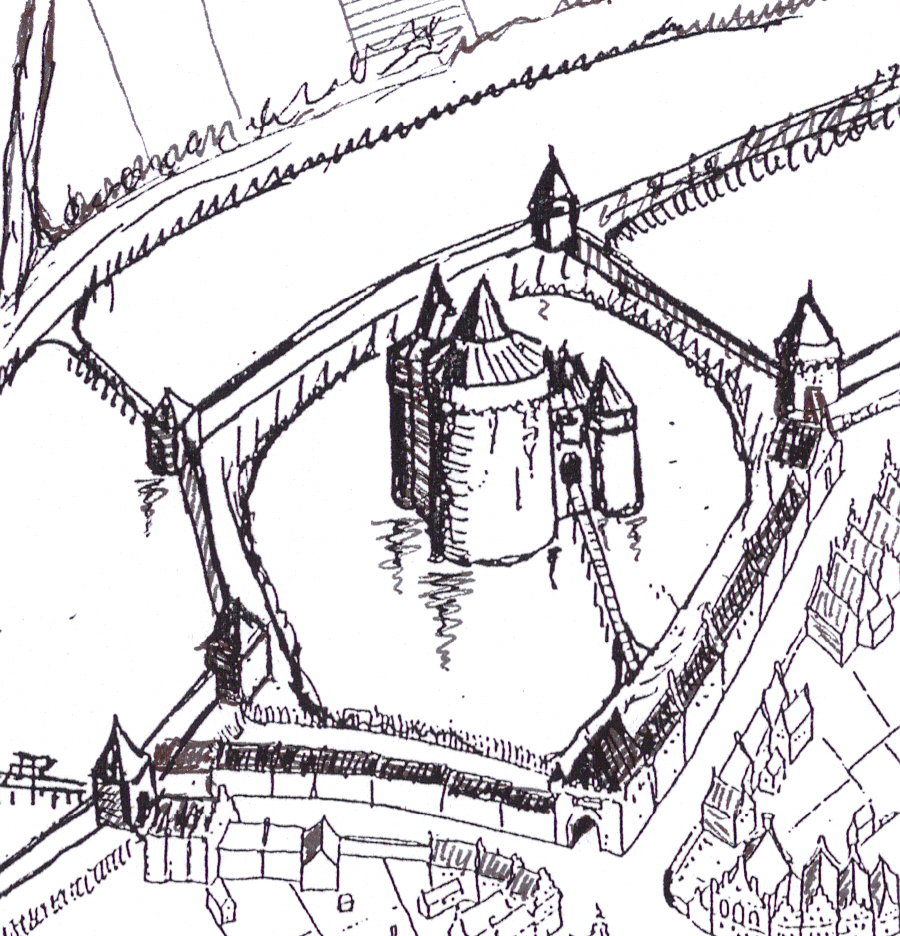
Detail uit de vogelvluchtkaart

In 1371 gaf de hertog het kasteel en de stad Hattem in leen aan Jan van Hattem, zijn bastaardzoon. Deze zal het kasteel niet permanent hebben bewoond, maar een drost hebben aangesteld die het slot beheerde.  
Tussen 1512 en 1514 werd Jan II van Wassenaer opgesloten in een ijzeren kooi die was opgehangen in een van de torens van de Dikke Tinne. Hij was krijgsgevangen genomen door Karel van Gelre en werd pas vrijgelaten na betaling van 20.000 pond.

### Verraad

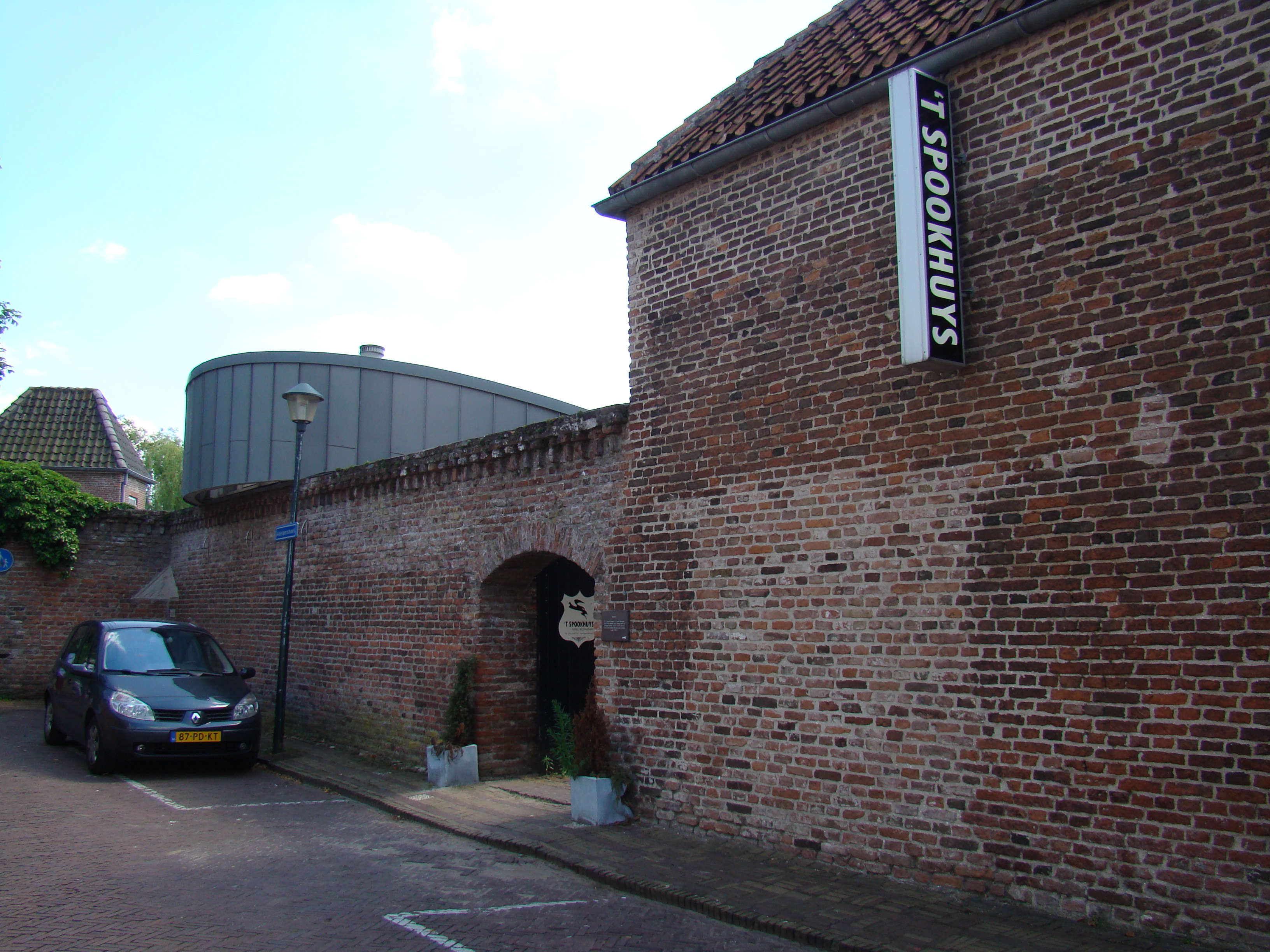
Het enig overgebleven restant van dit kasteel.

In 1580 werd het kasteel door de drost, Lodewijk van Montfoort, in handen van de Spanjaarden gebracht. Nadat de Spanjaarden binnen enkele dagen door de burgers van de stad weer verdreven waren, nam de stad het kasteel in beslag. Lodewijk en zijn vader werden wegens verraad terechtgesteld. 
Het kasteel werd niet meer bewoond en werd in 1626 opgenomen in de stadsmuur. De binnengracht werd gedempt en de hoofdburcht met de twee torens werd aangesloten op de stadsmuur. De gebouwen op de voorburcht werden verhuurd als woningen.

### Afbraak
Nadat het kasteel lange tijd in de vorm van een ruïne was blijven staan, werden in 1778 de restanten voor afbraak verkocht. De Slotpoort sneuvelde in de 19e eeuw. De bewoonde gebouwen van de voorburcht, langs de Adelaarshoek, brandden in 1899 deels af, op één gebouw na. De overige gebouwen langs de Koestraat werden in 1967 gesloopt. 

### Restanten
Thans is het pand Adelaarshoek 18 (plaatselijk bekend als "Het Spookhuis") het enig overgebleven restant van dit kasteel. Op het Tinneplein zijn de opgegraven contouren van de muren zichtbaar gemaakt. Op het dak van een van de torens bevond zich een koperen windvaan met daarop de Gelderse banier. Bij opgravingen is deze banier teruggevonden, waarna het onderdeel is gaan uitmaken van de collectie van het Voerman Stadsmuseum Hattem. Daar is ook nog de eerste steen van het kasteel van 1404 te vinden en een maquette, alsmede de sluitsteen van het gewelf waar de Wassenaerskooi aan heeft gehangen. 

## Dikke Tinne Festival

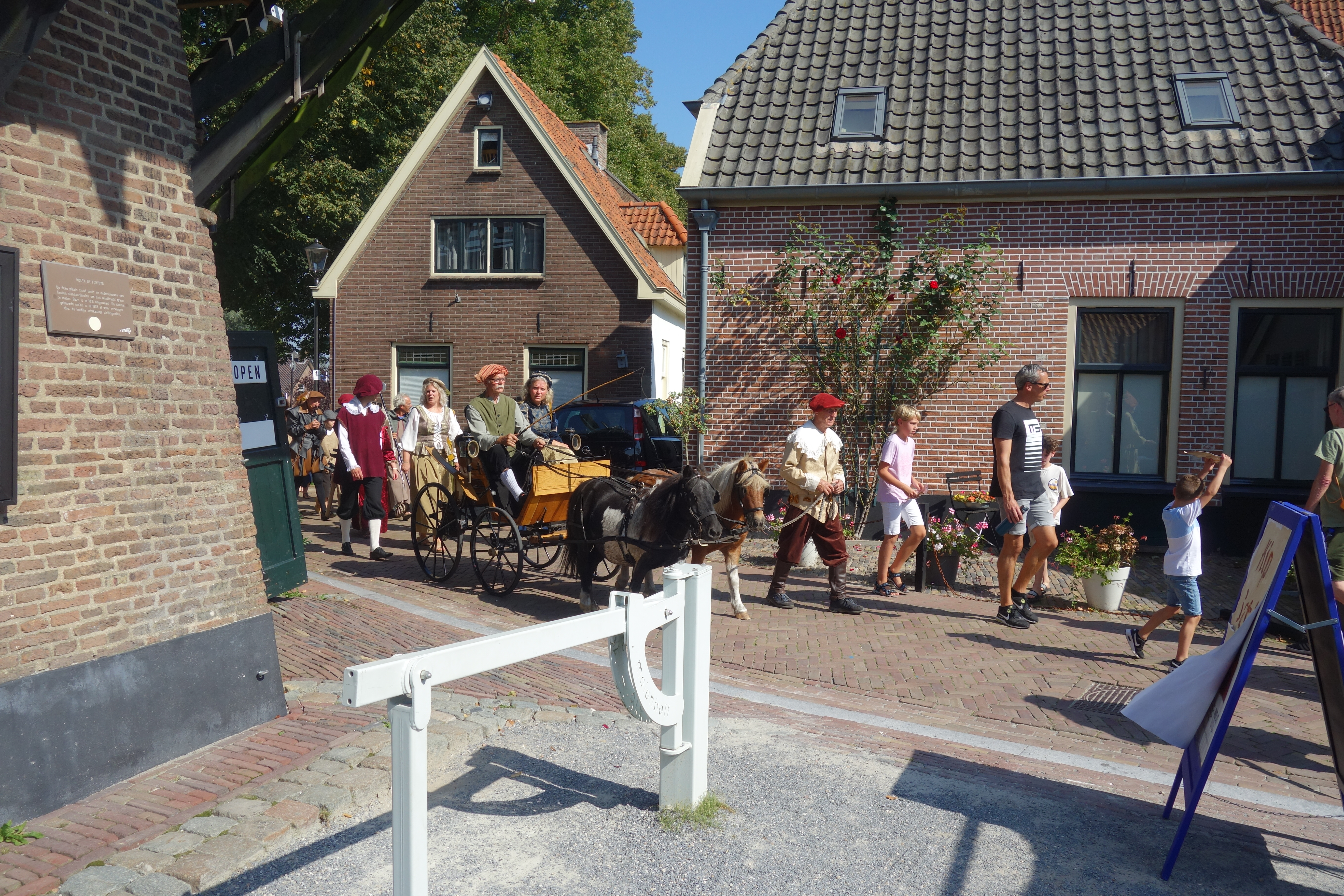
Optocht bij het Dikke Tinne Festival (2023)

Bij de 700e verjaardag van Hattem in 1999 werd een optocht gehouden waarbij de mensen in Middeleeuwse kleding rondliepen. Hierin lag de kiem van het Dikke Tinne Festival, dat altijd in september gevierd wordt. Daarbij hoort ook een historisch theaterspektakel: De kooi van [Jan van] Wassenaar.
Aalst · Aardenburg · Acquoy · Aerdt · Agistaldaburg · Ahof · Aldenhaag · Aller · Ambe · Ammersoyen · Ampsen · Andelst · Angeroyen · Appelburg · Appelse walburg · Appeltern · Arler · Baak · Babberich · Baer · Baerle · Bakerbosch · Balgoij · Barlham · Batenburg · Beek · Beerenclaauw · Bemmel · Bevervoorde · Bergh · Biljoen · Bingerden · Blankenborg (Laren) · Blankenborg · Blauwe Huis · Blokhuis (Ravenswaaij) · Boelenham · Boetselaersborg · Borculo · Boswaai · Brakel · Den Brakel · Den Bramel · Bredevoort · Broekhuizen · Bronkhorst · Bruchem · Bruinhorst · Brunsberg · Bulkestein · Bunswaard · Burcht van Tiel · Buren · De Buurse · Byland · Byvanck · Caetshage · Camphuysen · De Cannenburch · de Cloese · Coldenhove · Culemborg · Dedinckweerd · Delwijnen · Didam · Diepenbroek · Hof te Dieren · Huis Dijck · Dikke Tinne · Doddendaal · Dodewaard · Doornenburg · Doornik · Doorwerth · Dooyenburg · Dorth · Doseburg · Drakenburg · Dreumel · Druten · Duivelshuis · Eerbeek · De Ehze · Elburg · Eldrik · Emmerik · Engelenburg · Groot Engelenburg · Engelrode · Enghuizen · Enspijk · De Essenburgh · Essenpas · Est · Fokkinck · Gameren · Geerestein · Geldermalsen · De Gelderse Toren · Geldersweerd · Gellicum · Gendt · Gennepestein · Glindhorst · Goudenstein · ‘s-Grevenhoef · Groot Hell · Groenlo · Groesbeek · Huis te Groesbeek · Grunsfoort · Gulden Spijker · Hackfort · Hackforts Veenhuis · Hagen · Hagevoort · Hamerden · Hanepol · Harreveld · Harslo · Hassink · Het Haveke · Hedel · Heeckeren · De Heegh · Hees · De Heest · Hellouw · Hemmen · Hernen · Motte van Hernen · Heumen · Heusden · Hoekelum · Hoekenburg · De Hoeve · De Hof · Hof d'Ooy · Hof van Arkel · Huis het Holt · Holthuis · Het Holtslag · Ter Horst · Houberg · St. Hubertus · Huissen · Hulhuizen · Hulkestein · Hulsen · Hunneschans bij De Duno · Hunneschans bij Uddel · Jonker Bloo · 't Joppe · De Kamp · Karssenberg · Kemnade · Keppel · Kermestein · Kernhem · Kervel · Kiefskamp · De Kinkelenburg · Klein Enghuizen · Kleverburg · Kortenhoeve · Laag Helbergen · Lakenburg · Landfort · Langen · Latenstein · De Lathmer · Lathum · Ter Lede · Leegpoel · Leemcuyl · Leeuwen · Leeuwenbergh · Lensenburg · Lent · Leur · Leuvenum · Leyenburg · Lichtenvoorde · Lievenstein · Loenen · Loevestein · Loil · Loowaard · Luynhorst · Hof te Maasbommel · Magerhorst · Malburgen · Malderburcht · Malsen · Manhorst · Marhulsen · De Marsch · Marveld · Mathena · Maurik · Medel · Medestein · 't Medler · Meinerswijk · De Mellard · Mensink · Mergelp · Meteren · 't Meyerink · Middachten · Millingen · Mussenberg · Nagelhorst · Nederhagen · Nederhemert · Neerijnen · Huis Neerijnen · De Nesch · Nettelhorst · Nieuwe Blokhuis ·  Nijburg · Nijenbeek · Old Putten · Notenstein · Nye Huis · Olde Spijker · Oldenaller · Oldenhof (Driel) · Oldenhof (Heteren) · De Ooij · Oolde · Oud Oolde · Oosterhout · Ophemert · Opijnen · Oud Ampsen · Oude Blokhuis · Het Oude Loo · Oude Voorst · Oudenborch · Oud-Wisch · Huis te Overasselt · Overeng · Overhagen · Overlaar · 't Oye · Palmestein · De Parck · Persingen · Plekenpol · Ploen · Pluimenburg · Poederoijen · Poelwijck · Poelwijk · De Pol (Dreumel) · Huis de Poll (Huis te Gietelo) · De Poll (Huissen) · Pollenbering · Pollenstein · Puttenstein · Het Raasink · Ravenhorst · De Rees · Ressen · Reuversweerd · Reygersfoort · Rhijnestein · Huis Rijswijk · Rode Toren · Roode Wald · Rosande · Rosendael · Rossum · Rumpt · Ruurlo · Rijsselt · Schadewijk · Schaffelaar · Scherpenzeel · Schoonbroek · Schoonderbeek · Schoonenburg · Schuilenburg · Schuilkerke · Hof te Seelbeek · Sevenaer I · Sevenaer II · Sinderen (Oude IJsselstreek) · Sinderen (Voorst) · Slangenburg · Sleeburg · Slimsijp · De Snor · Soelen · Spaansweerd · Spaldorp · Spijk · Staverden · Sterkenburg · Swanepol · Tarthorst · Teisterbant (Kerk-Avezaath) · Teisterbant (Kerkdriel) · Ter Dicke · Tolhuis · Tolhuis (Tiel) · Tollenburg · Tongerlo · Toren van Wely · Tuil · Ubbergen · Uilenburg (Ewijk) · Uilenburg (Heteren) · Ulenpas · Ulft · Upladen · Valburg · Valkhofburcht · Valkhofpalts · Vanenburg · Varik · Hof te Varsseveld · 't Velde · Velhorst · Verwolde · Vierakker · De Voorst · Voorstonden · Vorden · Vosbergen · Vredenburg · Vredestein (Driel) · Vredestein (Ravenswaaij) · Vuren · Waardenburg · Waddestein · Wadenoijen · Waede · Wageningen · Walfort · 't Waliën · De Wardt · Watergoor · Watermeerwijk · Wayenstein (Huis te Herwijnen) · Well (Huis van Malsen) · Weijenrade · Westenburg · Westerholt · Weurt · De Wiersse · Wijenburg (Echteld) · De Wildenborch · De Wildt · Wilp · Wilperhorst · Winssen · Wisch · Wychen · Wolfswaard · Woolbeek · Yrst · IJzendoorn · Zeeland · Zilveren Spijker · Zuilichem · Zwaluwenburg · Zwanenburg (Heerde) · Zwanenburg (Megchelen)